# Adoration des bergers (Ghirlandaio)
Pour les articles homonymes, voir L'Adoration des bergers.
L'Adoration des bergers est une peinture à la détrempe sur bois (167 × 167 cm) de Domenico Ghirlandaio, datée de 1485 et conservée à son emplacement d'origine sur l'autel de la chapelle Sassetti de la basilique Santa Trinita à Florence.

## Histoire
Ce retable complète le célèbre cycle de fresques commandé à Ghirlandaio par Francesco Sassetti et qui est considéré comme son chef-d'œuvre. L'année 1485 est inscrite sur un chapiteau représenté dans le retable.

## Description
Le cadre porte l'inscription  « Ipsum quem genuit adoravit Maria » (« Marie adorait celui qu'elle avait engendré »).
Marie, au premier plan, dans une prairie fleurie, adore l'Enfant posé sur son manteau à l'ombre d'un ancien sarcophage romain qui fait office de mangeoire pour le bœuf et l'âne (qui selon la patristique représentent respectivement les Juifs et les païens). Derrière se trouve Joseph regardant vers la procession qui s'approche, et à droite un groupe de trois bergers représentés avec un réalisme éclatant, sur le modèle du triptyque Portinari d'Hugo van der Goes. Dans le premier berger, celui indiquant l'Enfant, Ghirlandaio a réalisé son autoportrait.
La selle et la charrette à gauche évoquent le voyage de Marie et Joseph pendant la fuite en Égypte. Les trois pierres au premier plan, pierre naturelle, pierre travaillée et brique, sont une référence à la famille Sassetti et à l'activité humaine. Au-dessus d'eux se trouve un chardonneret, symbole de la passion et de la résurrection du Christ.
La procession des rois mages passe sous l'arc de triomphe en arrière-plan ; sa signification symbolique peut-être comprise comme laissant l'ère païenne derrière elle. Sur la gauche, les deux premiers mages sont déjà proches et regardent une lumière que l'on peut apercevoir sur le toit de la cabane ; l'étoile qui brille sur le toit de chaume soutenu par des piliers romains monumentaux, dont l'un porte la date MCCCCLXXXV (1485) sur son chapiteau.
En arrière-plan, figurent des bergers, avec leurs troupeaux, auxquels l'ange annonce la naissance du Seigneur.

## Thème de l'avènement du Christ

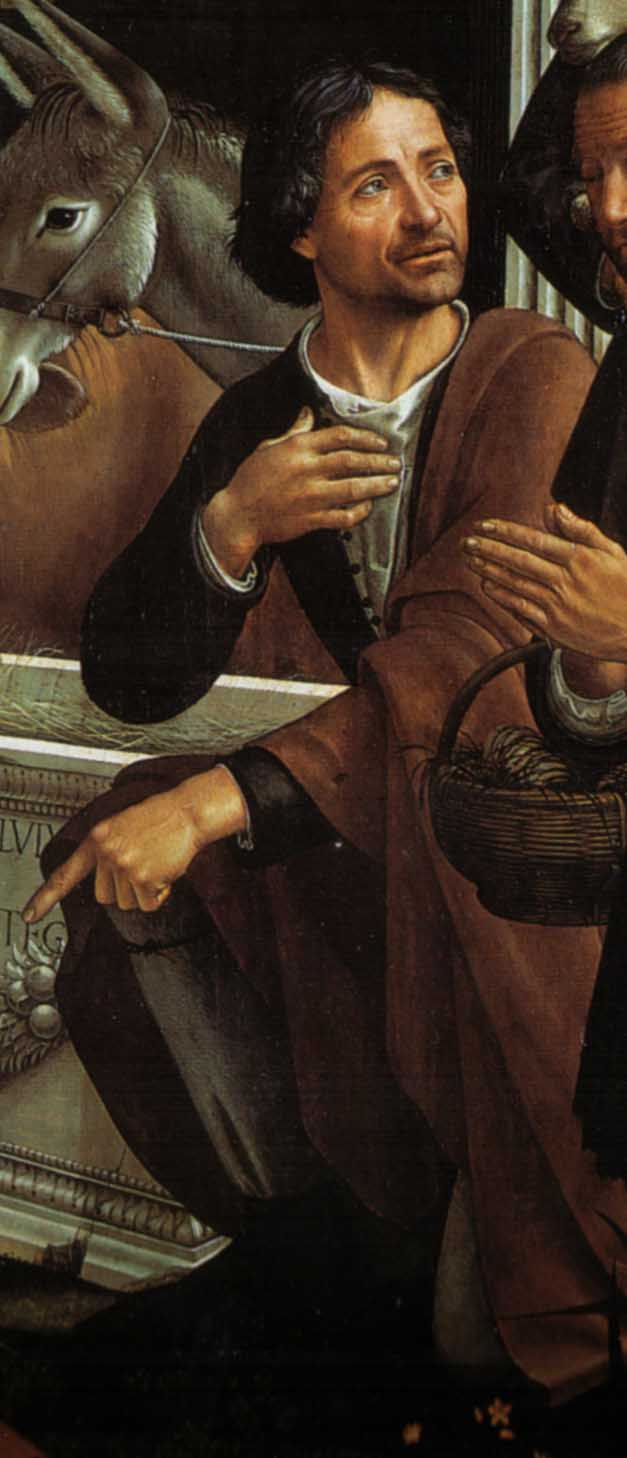
Autoportrait de Ghirlandaio.

Le sarcophage-crèche, l'arc de triomphe sous lequel passe la cour des mages et les piliers qui soutiennent la cabane sont des références précises à la naissance du christianisme dans un contexte païen, thème également représenté dans les fresques à l'extérieur de la chapelle (Auguste et la Sibylle  tiburtine qui annoncent la naissance du Seigneur) et dans la voûte avec les Sibylles. Par exemple, l'inscription sur le sarcophage «  ENSE CADENS SOLYMO POMPEI FVLV / IVS / AVGVR NVMEN AIT QUAE ME CONTEG / IT / VRNA DABIT » fait référence à la légende de l'augure Fulvio, qui, sur le point de mourir lors du siège de Jérusalem par Pompée, prédit que son tombeau serait utilisé par un Dieu. La traduction est la suivante : «  En tombant à Jérusalem par l'épée de Pompée, le devin Fulvius a dit : l'urne qui me contenait engendrera un dieu ». L'inscription sur l'arche « GN. POMPIO MAGNO HIRCANVS PONT. P. », peut être traduite par « érigé en l'honneur de Gneo Pompeo Magno à la demande d'Ircano, prêtre du Temple ».
Ces citations classiques cultivées, représentent, avec d'autres éléments symboliques, le passage des religions juive (d'Hyrcanus) et païenne (de Pompeo) au christianisme, bâti sur les ruines des autres confessions, comme le rappellent les deux piliers rainurés. Le paysage lointain, avec la vue sur la ville, symbolise aussi cette allégorie : la ville la plus éloignée sur la droite est une référence à Jérusalem avec le bâtiment en forme de dôme (le Dôme du Rocher), devant lequel se dresse un arbre sec avec une branche cassée, aussi symbole de la conquête ; la ville de gauche est plutôt une évocation de Rome, dans laquelle on peut reconnaître les tombes de deux empereurs « prophétiques », Auguste, avec son mausolée, et Hadrien, qui aurait été enterré sous la Torre delle Milizie ; la cathédrale Santa Maria del Fiore est aussi représentée, réaffirmant ainsi le rôle de Florence en tant que nouvelle Rome.

## Style
L'œuvre s'inspire d'œuvres de Fra Filippo Lippi (comme l'Adoration de l'Enfant de Camaldoli), mais montre également les signes évidents de l'influence de la peinture flamande sur celle de Florence : l'étude et l'assimilation progressive du Triptyque Portinari, le grand panneau Flamand de l'Adoration de l'Enfant, l'œuvre d'Hugo van der Goes apportée à Florence en 1483 par la famille Portinari pour l'église Sant'Egidio, imprégna la scène artistique florentine, influençant profondément les peintres de la Renaissance qui cherchaient à comprendre sa diversité et à saisir ses secrets, notamment dans le rendu de la lumière et dans le naturalisme lenticulaire.
L'attention aux détails, où chaque objet a un rôle symbolique précis, et l'utilisation de la perspective aérienne, le paysage se fondant dans la brume au loin avec une représentation minutieuse des collines et des villes, sont typiquement flamands. 
Le retable est flanqué des fresques des deux mécènes agenouillés, qui rejoignent ainsi l'adoration sacrée, formant une sorte de triptyque à technique mixte.

## Analyse

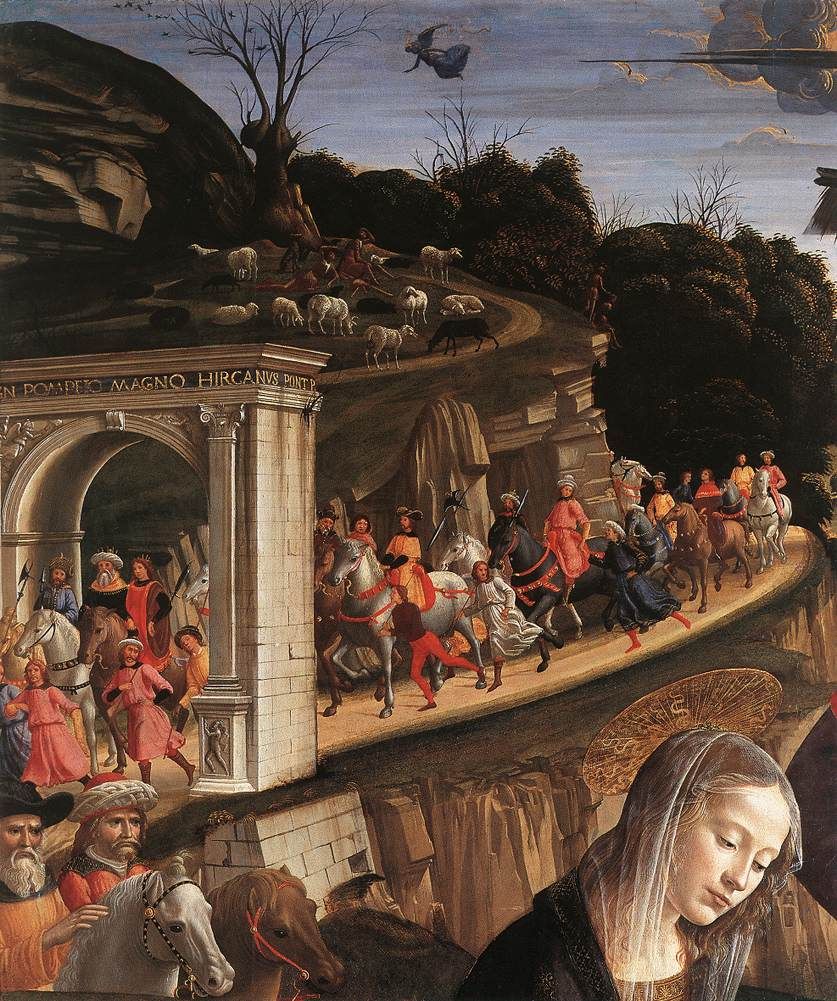
Le cortège des mages.

Ghirlandaio part d'une construction du paysage, vraisemblable et unifiée : l'articulation entre les différentes zones est nettement organisée, mesurable presque grâce à la précision géométrique des chemins représentés ; le retable donne à voir en quelque sorte une vision simultanée de ce qui se passe dans le paysage, au moment même où les bergers s'agenouillent devant l'Enfant. L'unité de temps et de lieu est nettement posée ; il n'y a pas encore d'unité d'action. Typique du Quattrocento, l'ensemble de l'image, temporellement et spatialement unifiée, continue à évoquer la totalité de l'histoire divine, du « plan providentiel » de la Rédemption dont l'Adoration des bergers n'est qu'un épisode. Les rois mages s'approchent de la crèche en passant sous un arc de triomphe tandis que continue d'avoir lieu, dans la partie supérieure gauche, l'Annonce faite aux bergers. De plus, des objets répartis à travers la surface préfigurent les développements postérieurs de l'histoire du Christ : le bât et la gourde annoncent la fuite en Égypte, le sarcophage antique la mort du Christ, tandis que l'arbre mort du paysage montagneux est contredit par les branchages verdoyants qui les équilibrent à droite : la Résurrection est déjà présente, et, finalement, à la verticale exacte de l'Enfant posé sur le sol, la lumière dorée et surnaturelle révèle la dimension profondément éternelle de la « scène » du premier plan.

## Source de traduction
- (it) Cet article est partiellement ou en totalité issu de l’article de Wikipédia en italien intitulé « Adorazione dei pastori (Ghirlandaio) » (voir la liste des auteurs).